# Sud Side Stori
Sud Side Stori è un film del 2000 diretto da Roberta Torre.
Il film rivisita in chiave musicale la tragedia di Romeo e Giulietta ambientandola nella Palermo dei giorni nostri.
Il titolo è ispirato a un'altra revisione dell'opera di Shakespeare, il musical West Side Story.
Fra gli interpreti, nei ruoli di sé stessi, Little Tony e Mario Merola.
Il film è stato presentato alla 57ª Mostra internazionale d'arte cinematografica di Venezia nella sezione Sogni e Visioni ed è uscito nelle sale italiane il 21 settembre 2000 distribuito da Istituto Luce Cinecittà.

## Trama
A Palermo, oggi, Toni Giulietto è uno scalcinatissimo cantante di piazza. Le tre anziane zie cercano di farlo sposare con Maria, una ragazza del quartiere. Ma un giorno dall'Africa arriva un gruppo di ragazze nigeriane, e tra queste c'è Romea. Toni dal balcone vede Romea per strada, i loro sguardi si incrociano, i due si piacciono, vogliono frequentarsi. Romea e le sue amiche fanno le prostitute sui lungomare cittadini. La situazione si mostra subito difficile. Atterrite al solo pensiero che il nipote cada nelle grinfie di una 'fitusa', le zie vanno da Giuseppona la sbirra e le chiedono una fattura per fargli passare l'infatuazione.
Lo stesso fanno le amiche di Romea, che vogliono impedirle di legarsi ad un 'bianco'. Giulietto viene portato a vedere Romea sul posto di lavoro. Poi lo zio Vincenzo, che era andato con lei, muore di morte violenta. Dopo questi episodi, le ragazze tornano in Africa. Qui Romea legge sul giornale la notizia che Giulietto è stato trovato morto. Torna a Palermo, lo vede senza vita, e si uccide. Poco dopo Toni si sveglia, vede Romea morta, si dispera. Due killer entrano nella stanza e uccidono Toni e le zie che erano presenti. Un giornalista racconta il fatto in televisione. Una parabola sul commercio del corpo: business is business. Tutti tramano: maghe bianche e nere, parenti serpenti, santi patroni, grassi odalischi, consiglieri comunali, grassi “merolini”… in un caos di rumori, colori e istinti.